# Campo de la Rata

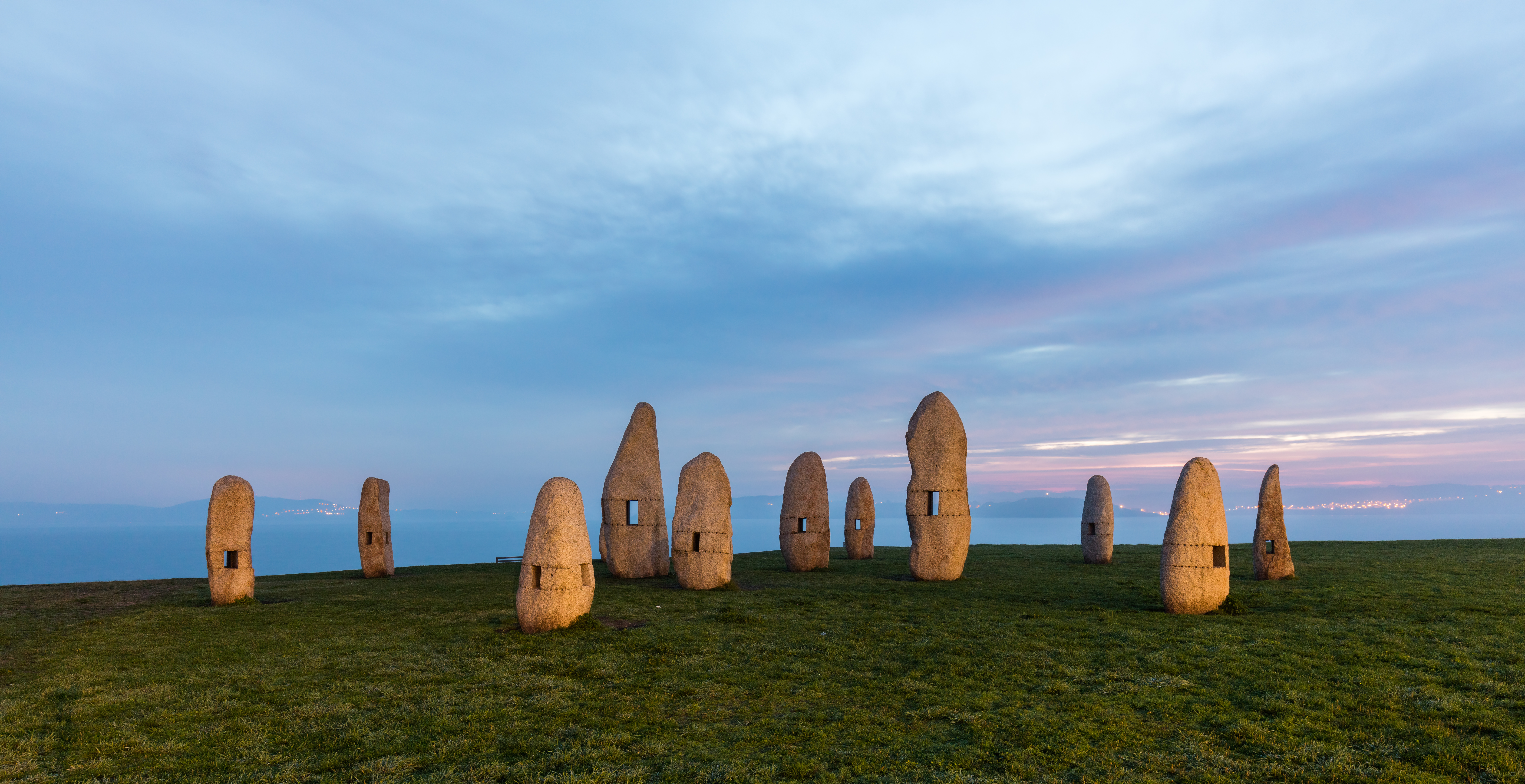
"Menhires por la Paz", monumento en el Campo de la Rata realizado por Manolo Paz.

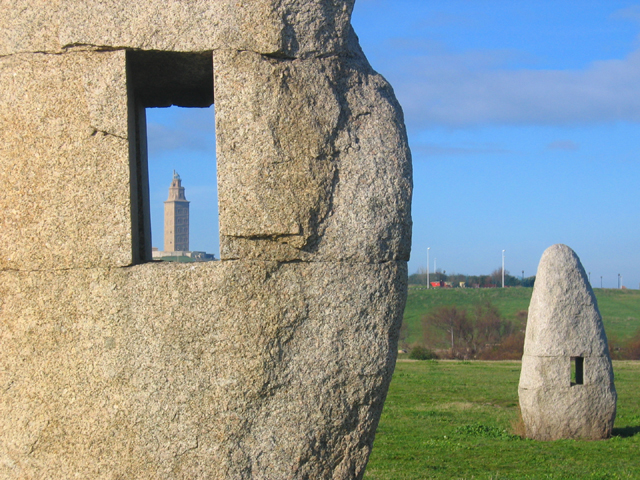
Detalle de uno de los menhires sitos en el Campo de la Rata.

El Campo de la Rata (Campo da Rata en gallego) es una extensión de terreno situada en la ciudad gallega de La Coruña (España). 

## Historia
Tras el triunfo de la sublevación militar de julio de 1936 en Galicia (la sublevación tuvo lugar en La Coruña el 20 de julio; el gobernador civil Francisco Pérez Carballo, junto con un grupo de guardias civiles y de asalto resistió dos días en el edificio del Gobierno Civil), el lugar fue utilizado por los sublevados como campo de fusilamiento de centenares de personas apresadas, republicanos, sindicalistas e izquierdistas, generalmente sacados de la cárcel de La Coruña y paseados.
En 2001 se inauguró en el lugar un monumento, similar a los grandes megalitos prehistóricos, en homenaje a las víctimas de la represión franquista, diseñado por Isaac Díaz Pardo. El monumento compuesto por bloques de granito, en los que hay manchas de pintura roja simbolizando la sangre de los fusilados, tiene una inscripción que dice:

Inmolados nestes campos fronte ao mar tenebroso por amar causas xustas.
Inmolados en estos campos frente al mar tenebroso por amar causas justas.

Presentes na lembranza do povo e do seu concello da Coruña.
Presentes en el recuerdo del pueblo y de su ayuntamiento de La Coruña.

También figuran dos poemas, de Federico García Lorca y Uxío Carré Alvarellos.
En el Campo de la Rata existe además un conjunto de menhires, realizado por el escultor gallego Manolo Paz, inaugurado en 2003, denominado "Menhires por la Paz". Cada uno de los doce menhires tiene abierto en el centro una ventana.